# Бурачок пустельний
Бурачок пустельний (Alyssum desertorum) — вид рослин роду бурачок.

## Поширення
В Україні поширений повсюдно. Росте на сухих схилах та на оголеннях різних порід. Бур'ян на полях та біля доріг. Часто поширюється вздовж залізничних колій.

## Ботанічний опис
Стебло заввишки 10-20 см, галузисте від основи, сіре від зірчастих волосків.
Листки лінійно-довгасті, звужені до основи.
Квітки зібрані у волоть, видовжену при дозріванні плодів. Квітконоси стирчать косо вгору, довжиною 2-3,5 мм. Пелюстки лінійно-довгасті, виїмчасті, рідше тупі, блідо-жовті, при відцвітанні майже білі, завдовжки 2,5-3 мм.